# Яблунева вулиця (Бровари)
Ву́лиця Яблуне́ва — вулиця у місті Бровари Київської області.

## Опис
Вулиця має протяжність 200 метрів. Забудова — винятково приватна садибна, усього близько 15-ти садиб.

## Розміщення
Вулиця Яблунева розміщена у місцевості Зелена поляна. Починається від вулиці Весняної, закінчується припиканням до вулиці Ялинкової. Вулицю Яблуневу не примикає та до неї не примикає (окрім як на початку та у кінці) жодна інша вулиця.